# Tim Bradstreet
Tim Bradstreet ou Timothy Bradstreet né le 16 février 1967 à Cheverly (Maryland) , est un peintre  et illustrateur comics américain et de High fantasy.

## Biographie
Tim a illustré Le Punisher de Marvel Comics dans un style cinématique.

## Œuvres
- Clive Barker (couverture)
- Iron Maiden -"A Matter of Life and Death (couverture)
- Andrew Vachss -"Hard Looks" 1 & 10 (couverture)
- Vampire : la Mascarade
- White Wolf Publishing (divers jeux de rôle)

### Livres
- Maximum Black, 1998 (Alderac /Red Sky Ltd)  (ISBN 1-887953-01-9)
- Human Target
- Hellblazer
- Le Punisher
- Star Wars
- Soldat inconnu
- Bad Planet
- 100 Bullets
- Sandman Mystery Theatre (couverture)
- Painkiller Jane

## Films: collaborations
- 2002 : Blade II de Guillermo Del Toro
- 2004 : Le Punisher de Jonathan Hensleigh